# Bandera de la provincia de Cumaná
Durante la colonia, la Gobernación de Nueva Andalucía (o de Cumaná) tuvo su propia bandera. También la Gobernación de Venezuela (o de Caracas) tuvo la propia. No es coincidencia que la bandera de Venezuela esté conformada por las banderas de las dos ciudades que más aportaron a la lucha por la independencia.
La bandera de la provincia de Cumaná se componía de tres bandas horizontales: una banda azul entre dos bandas amarillas y en el centro el escudo de la ciudad.